# Stian Hole
Stian Hole (* 20. März 1969 in Hokksund bei Drammen in der Fylke Buskerud) ist ein norwegischer Grafikdesigner, Kinderbuchautor und Illustrator.

## Leben
Stian Hole wurde in der Kleinstadt Hokksund im Osten Norwegens geboren. Er absolvierte ein Studium der Visuellen Kommunikation an der Staatlichen Kunstgewerbe-Schule in Oslo. Mit Kollegen gründete er eine Agentur, die auf Buchgestaltung und Typografie spezialisiert ist. Stian Hole zählt zu den gefragtesten Illustratoren und innovativsten Bilderbuchkünstlern Skandinaviens. Er gestaltete unter anderem Buchumschläge für Romane von Lars Saabye Christensen, Jostein Gaarder und Jan Guillou. 2005 legte er mit Den gamle mannen og hvalen (übersetzt: Der alte Mann und der Wal) sein für Kinder und Erwachsene gleichermaßen ansprechend gestaltetes Erstlingswerk als Autor vor. An Ernest Hemingways Erzählung Der alte Mann und das Meer angelehnt, schildert es das Leben eines alten, schweigsamen Brüderpaares im Wandel der Jahreszeiten an der Fjordküste im Norden Norwegens.
International bekannt wurde Hole durch das 2009 auch auf Deutsch erschienene Garmans  Sommer, das von Vergänglichkeit, Abschied und Angst vor unbekanntem Neuen handelt. In digital bearbeiteten Collagen aus Photos, Zeichnungen und verfremdenden Elementen wie comicartig vergrößerten Köpfen erzählt es von Garman und seinen alten Tanten, und dem letzten Sommer, bevor für den sechsjährigen Jungen die Schule und der Ernst des Lebens beginnt. Für Garmans Sommer wurde Stian Hole unter anderem mit dem Brageprisen, dem wichtigsten Literaturpreis seines Heimatlandes, dem Bologna Ragazzi Award und dem Deutschen Jugendliteraturpreis ausgezeichnet.
Für sein Buch Morkels Alphabet wurde er 2016 mit dem GEP-Illustrationspreis für Kinder- und Jugendliteratur ausgezeichnet.
Stian Hole lebt mit seiner Familie in Oslo.

## Veröffentlichungen (Auswahl)
- 2005: Den gamle mannen og hvalen.
- 2006: Garmanns sommer.

dt.:  Garmans  Sommer. Hanser Verlag, München 2009, ISBN 978-3-446-23314-0.
- 2008: Garmanns gate.

dt.:  Garmans Straße. Hanser Verlag, München 2011, ISBN 978-3-446-23787-2.
- 2010: Garmanns hemmelighet.
  - 2012: deutsch von Ina Kronenberger: Garmans Geheimnis. Hanser Verlag, München 2012, ISBN 978-3-446-24012-4.
- Annas himmel
  - deutsch von Ina Kronenberger: Annas Himmel. Hanser Kinderbuch Verlag, München 2014, ISBN 978-3-446-24532-7.[3]
- Synne Lea: Nattevakt. Capellen Damm, Oslo 2013, ISBN 978-82-02-41409-2.
- 2015: Morkels alfabet
  - 2016: deutsch von Ina Kronenberger: Morkels Alphabet. Hanser Verlag, München 2016, ISBN 978-3-446-25100-7.

## Auszeichnungen (Auswahl)
- 2006: Brageprisen für Garmans Sommer
- 2007: Bologna Ragazzi Award in der Kategorie Fiction für Garmans Sommer
- 2009: Prix Sorcière für Garmans Sommer
- 2009: Eule des Monats April für Garmans Sommer
- 2010: Deutscher Jugendliteraturpreis in der Sparte Bilderbuch für Garmans Sommer[4]
- 2011: Brageprisen für Garmanns hemmelighet[5]
- 2015: Katholischer Kinder- und Jugendbuchpreis für Annas Himmel[6]
- 2016: Illustrationspreis für Kinder- und Jugendbücher für Morkels Alphabet[7]
- 2024: Luchs des Monats (Juli), als Illustrator, für das Bilderbuch Dinge, die verschwinden (zusammen mit dem Autor und der Übersetzerin)